# شر تحت الشمس
شر تحت الشمس أو شر تحت أشعة الشمس بالإنجليزية Evil Under the Sun، رواية تحقيق من تأليف أغاثا كريستي، نشرت لأول مرة في المملكة المتحدة من طرف «نادي كولنز للجرائم» في يونيو/حزيران 1941، وفي الولايات المتحدة الأمريكية من طرف «شركة دود وميد» في أكتوبر من نفس العام، وقد ظهرت في الرواية شخصية المحقق البلجيكي هيركيول بوارو.

## ملخص الحبكة
كان هيركيول بوارو يمضي عطلة هادئة في فندق معزول في ديفون. وجد أن نزلاء الفندق الآخرين هم: أرلينا مارشال، وزوجها كينيث، وابنة زوجها ليندا، وهوراس بلات، وماجور باري الضابط المتقاعد، وحبيبة كينيث السابقة روزموند دارنلي، والمدرس السابق باتريك ريدفيرن وزوجته كريستين، وكاري غاردنر وزوجها أوديل، والسيد ستيفن لين، والآنسة إميلي بروستر وهي امرأة عزباء رياضية. لاحظ خلال الفترة الأولى من إقامته أن أرلينا امرأة لعوب، تغازل باتريك كثيرًا لتغضب زوجته، وأنها مكروهة من ابنة زوجها. في صباح أحد الأيام، غادرت أرلينا إلى موعد سري في بيكسي كوف. بحلول منتصف اليوم، عثر باتريك وبروستر عليها ميتة بينما كانا يجدفان. بيّن فحص الجثة من قبل جراح الشرطة المحلية أن رجلًا قد خنقها.
قابل بوارو والضابط المحقق، إنسبكتور كولغيت، المشتبه بهم المحتملين وسألاهم عن تحركاتهم خلال الصباح؛ كان كينيث يكتب رسالة، وكانت غاردنر مع بوارو طيلة الصباح، وذهب بلات للإبحار، وذهبت ليندا وكريستين إلى غول كوف ولم تعودا قبل منتصف النهار، وكان كل من لين وماجور بيري غائبين عن الجزيرة. عند الظهيرة، تقابل كل من كريستين، وروزموند، وكينيث، وأوديل من أجل لعب التنس. علم بوارو أن بروستر كادت تصيبها زجاجة رماها أحد نزلاء الغرف في الصباح، بينما تذكرت خادمة في الفندق سماع شخص يستحم عند الظهيرة. لاحظ بوارو رائحة عطر أرلينا مستعملًا في كهف ضمن بيكسي كوف، بينما اعتقلت الشرطة بلات بسبب تهريبه الهيرويين عند إيجادهم المخدرات مخبأة بالداخل. دعا بوارو في ما بعد الجميع إلى نزهة، بقصد مراقبة سلوكهم بسرية واختبار خوفهم من المرتفعات. بعد النزهة، حاولت ليندا الانتحار مستخدمة حبوب كريستين المنومة. اكتشف بوارو لاحقًا أنها تشعر بالذنب يمزقها، بعد افتراضه أنها هي من قتلت زوجة أبيها بواسطة الفودو.
طلب بوارو إلقاء نظرة على القضايا المشابهة للقضية الحالية، فتلقى من خلالها معلومات عن أليس كوريغان من شرطة سوري؛ وجدت معلمة محلية جثتها، بينما كان زوجها يملك حجة دفاع. زُوّد بوارو بصور الاثنين. أحضر بوارو المشتبهين معًا، باتريك وكريستين ريدفيرن، وأدانهما بقتل أرلينا، التي قُتلت لمنع زوجها من معرفة عملية الاحتيال عليها من خلال استثمار موروثها الكبير في «فرص رائعة». خطط القاتل جيدًا لتزييف وقت الوفاة. بينما كانت كريستن مع ليندا، قدّمت كريستين ساعة ليندا عشرين دقيقة إلى الإمام، وسألتها عن الوقت لإثبات حجتها، ثم أعادت الساعة إلى الوقت الصحيح. بعد ذلك، عادت كريستين إلى غرفتها ووضعت مكياجًا أسمر مزيفًا وقذفت الزجاجة خارج النافذة، ما أبعدها عن الأنظار. تسللت كريستين إلى بيكسي كوف، وتعمدت أن تراها أرلينا، إذ كان باتريك قد طلب من أرلينا الاختفاء في حال حضرت زوجته قبل الموعد. خدعت كريستين بروستر من خلال تظاهرها بأن جسدها هو جثة أرلينا، وعندما غادرت لطلب المساعدة وباتريك خلفها، هرعت إلى الفندق لإزالة المكياج. نادى باتريك بعد ذلك أرلينا المطمئنة وخنقها.
بيّن بوارو أن كريستين قد كذبت حول خوفها من المرتفعات، إذ استطاعت عبور الجسر المعلق في أثناء النزهة، ورمت بسخافة زجاجة المكياج من الغرفة عندما كانت بروستر في الخارج. هي من دفعت ليندا إلى محاولتها الانتحار. كدليل إضافي، بيّن بوارو أن جريمة قتل أليس كوريغان قد حصلت بنفس الطريقة؛ ميزت الصورة من شرطة سوري باتريك على أنه إدوارد كوريغان، الذي قتلها، وميزت كريستين على أنها المعلمة التي وجدت «الجسد»، قبل ارتكاب الجريمة. قاد بوارو باتريك إلى غضب شبه عنيف، رغم محاولة زوجته تهدئته. عندما أُغلقت القضية، أخبر بوارو ليندا أنها لم تقتل أرلينا وتنبأ بعدم كرهها «زوجةَ أبيها القادمة»، وعلى إثر ذلك، أعاد كينيث وروزاموند إشعال حبهما القديم.

## الشخصيات
- هيركيول بوارو، المحقق البلجيكي المشهور.
- الكابتن كينيث مارشال، في الأربعينيات من عمره، زوج أرلينا.
- أرلينا ستيوارت مارشال، ممثلة وزوجة كينيث منذ أربعة سنوات.
- ليندا مارشال، ابنة كينيث من زواجه الأول، تبلغ من العمر 16 عاما.
- باتريك ردفيرن، عشيق أرلينا.
- كريستين ردفيرن، زوجة باتريك.
- روزموند دارنلي، مصممة أزياء وصديقة كينيث.
- إميلي بروستر، رياضية مقيمة بسواحل ديفون.
- السيدة كاري غاردنر، سائحة أمريكية.
- السيد أوديل غاردنر، زوج كاري.

## الاقتباس
- تم اقتباس الرواية كحلقة مسلسل إذاعي عام 1999 بثته إذاعة BBC 4 وقام بأداء صوت بوارو جون موفات.
- تم اقتباس فيلم من الرواية عام 1982 من بطولة بيتر أوستينوف.
- تم اقتباس إحدى حلقات مسلسل أغاثا كريتسي بوارو من الرواية عام 2001 من بطولة ديفيد سيجت بدور بوارو، وتم إضافة شخصيات الكابتن هيستنغز، الآنسة ليمون وكبير المفتيش جاب التي لم تكن موجودة بالرواية.
- تم اقتباس لعبة فيديو من الرواية عام 2007.

## الترجمات العربية
- شر تحت الشمس، مكتبة جرير.
- الشر تحت الشمس، محمد عبد المنعم جلال، دار ومطابع المستقبل بالفجة والإسكندرية ومكتبة المعارف بـ بيروت.
- غانية باريس، عمر عبد العزيز أمين، دار ميوزيك للطبع والنشر. وتحمل الرواية الرقم (43) ضمن السلسلة.
- جزيرة المهربين، عمر عبد العزيز أمين، دار الهلال. وصدرت أيضا من المكتبة الثقافية بيروت